# Стегносперма
Стегносперма (лат. Stegnosperma) — единственный род монотипного семейства Стегноспермовые (лат. Stegnospermataceae) порядка Гвоздичноцветные (лат. Caryophyllales). Содержит 5 видов.

## Ареал
Встречается в Вест-Индии, Центральной Америке и пустыне Сонора. 

## Ботаническое описание
Это кустарники иди лианы с аномально сильным вторичным утолщением зрелых стеблей в результате активной работы камбия.
Листья очерёдные, цельные, длиной 2-5 см, сужающиеся у обоих концов.
Цветки мелкие (5-8 мм), пятичленные, с белыми лепесткоподобными чашелистиками и верхней завязью. Они собраны в короткие кисти, длина которых не превышает 10 см, а у S. watsonii они наиболее короткие.
Плод — коробочка диаметром 5-8 мм. Она содержит мелкие (2-3 мм) чёрные семена с яркой красной кожурой.

## Использование
В немецкой литературе XIX века сообщается, что местные шаманы с помощью экстракта из корней стегноспермы лечили бешенство.

## Таксономическое положение
Раньше род стегносперма относили к семейству Фитолакковые (лат. Phytolaccaceae), но система APG II (2003) выделяет его в отдельное семейство. 

## Виды
Обычно в роде стегмосперма быделяют 3-5 видов. Тёрнер и др. предположили, что S. halimifolium и S. watsonii на самом деле представляют один и тот же вид, отметив, что образцы из Соноры имеют варианты признаков, промежуточные между этими двумя видами. Представляют ли они один вид или два, но они произрастают на общей территории вокруг Калифорнийского залива в прибрежной полосе и около некоторых внутренних водоёмов на небольшой высоте (менее 600 м).
По информации базы данных The Plant List (на июль 2016), род включает 5 видов:
- Stegnosperma cubense A.Rich.
- Stegnosperma halimifolium Benth.
- Stegnosperma sanchezii Medrano & Medina
- Stegnosperma scandens (Lunan) Standl.
- Stegnosperma watsonii D.J.Rogers